# Ghenadi Gor
Ghenadi Gor (Геннадий Гор, n. 15/28 ianuarie 1907, Verhneudinsk, Imperiul Rus – d. 6 ianuarie 1981, Leningrad, RSFS Rusă, URSS) a fost un romancier sovietic și rus, poet, scriitor de literatură științifico-fantastică.

## Biografie
S-a născut în 1907, în Verkhneudinsk (Верхнеудинске, denumit acum Ulon-Ude). Și-a petrecut primul an din viață în închisoare, unde părinții săi  au fost închiși pentru activitate revoluționară. A studiat la Facultatea de Istorie și de Filologie din cadrul Universității de Stat din Leningrad. Ghenadi Gor a debutat în literatură în 1925,  cu o povestire în revista Lunîi proletarii. În 1933 a publicat prima sa colecție de povestiri, Pictură (Живопись). Au urmat peste 200 de cărți, dintre care romane, nuvele, povestiri și reportaje. Multe dintre aceste cărți au fost traduse în alte limbi (în engleză, bulgară, maghiară, georgiană, chineză, coreeană, mongolă, germană, poloneză, română, sârbo-croată, slovacă, franceză, cehă, japoneză).  În 1934, Gore a fost admis în Uniunea Scriitorilor Sovietici. La începutul celui de-al Doilea Război Mondial s-a alăturat miliției .
G. Gor a publicat în domeniul științifico-fantastic în 1961 când i-a apărut în Zvezda nuvela fantastică „Interlocutorul plictisitor". Au urmat apoi nuvelele științifico-fantastice „Pelerinul și timpul” (1962) și „Kumbi”(1963).

## Lucrări scrise

### Lucrări științifico-fantastice
- Аппарат Аристотеля - Aparatul lui Aristotel. povestire fantastică
- Большие пихтовые леса - Păduri mari de brad. povestire
- Великий актёр Джонс - Marele actor Jones. povestire fantastică
- Волшебная дорога - Drumul magic. povestire fantastică
- Волшебный берет - Bereta magică.  povestire fantastică
- Геометрический лес - Pădurea geometrică. povestire fantastică
- Глиняный папуас.  povestire fantastică
- Горячий ручей - Pârâu fierbinte. povestire
- Гости с Уазы.  povestire fantastică
- Деревянная квитанция.
- Детство Смита.  povestire fantastică
- Докучливый собеседник. povestire SF
- Замедление времени.
- Изваяние.  roman fantastic
- Имя. povestire  fantastică
- Капитан Кук.  povestire fantastică
- Картины. povestire  fantastică
- Контора слепого.
- Кумби. [Гости с Уазы]  povestire fantastică
- Лес на станции Детство. povestire fantastică
- Летающие кочевники (1968) - Nomazi zburători (Vikingi). roman colectiv care descrie o vizită a extratereștrilor pe Pământ.

1. Capitolul 1. Arkadi și Boris Strugațki
2. Capitolul 2. Olga Larionova
3. Capitolul 3. Alexandru Șalimov
4. Capitolul 4. Alexandru Meerov
5. Capitolul 5. Vladimir Dmitrevchi
6. Capitolul 6. Askold Șeikin , Anatolie Tomilin
7. Capitolul 7. Victor Nevinschi, Alexander Șalimov
8. Capitolul 8. Anatolie Tomilin
9. Epilog. Ghenadi Gor

- Лифт. povestire fantastică
- Мальчик - Băiatul. povestire fantastică

Profesorul a citit un eseu al unui elev care a descris în detaliu cum s-a născut un băiat și a trăit într-o navă spațială extraterestră care zbura spre Pământ. A fost atât de neobișnuită încât a uimit colegii de clasă, deoarece elevii au scris întotdeauna eseuri despre natură, prieteni, părinți. Prin urmare, toată lumea a vrut să rezolve această ghicitoare.
- Минотавр.  povestire fantastică
- Нездешний старичок.  povestire fantastică
- Необычайная история  - „O întâmplare nemaipomenită”.  povestire fantastică
- Однофамилец. povestire
- Ольга Нсу.  povestire fantastică
- Ошибка профессора Орочева. povestire
- Пила. povestire
- Рисунок Дороткана.  povestire fantastică
- Сад.  povestire fantastică
- Сетурлю.
- Синее окно Феокрита. povestire fantastică
- Скиталец Ларвеф.  povestire SF
- Скульптор.  povestire fantastică
- Старуха. povestire
- Странник и время. povestire fantastică
- Университетская набережная. roman
- Уэра. fantastică
- Художник Вайс. fantastică
- Чайник. povestire  fantastică
- Человек без привычек - Un om fără obiceiuri.  povestire fantastică
- Электронный Мельмот - Un Melmoth electronic. povestire fantastică

## Traduceri
Traduceri de Igor Block
- Statuia (Изваяние), roman
- Kumbi (Кумби) colecție de povestiri, conține nuvelele „Kumbi” și „Pelerinul și timpul” („Странник и время”)
- Izvorul necunoscut  (Неизвестный ключ), roman
- Povestirea „Băiatul” („Мальчик”) în Formula nemuririi
- Povestirea „Marele actor Jones” („Великий актёр Джонс”) în CPSF 309
- Povestirea „O întâmplare nemaipomenită” („Необычайная история”) în CPSF 312
- Povestirea „Un Melmoth electronic” („Электронный Мельмот”) în CPSF 400-401 (1971)